# Resolució 874 del Consell de Seguretat de les Nacions Unides
La Resolució 874 del Consell de Seguretat de les Nacions Unides fou adoptada per unanimitat el 14 d'octubre de 1993.
Després de reafirmar les resolucions 822 (1993) i 853 (1993), el Consell va expressar la seva preocupació pel continu conflicte entre Armènia i Azerbaidjan a Nagorno-Karabakh, a més de la inviolabilitat de les fronteres internacionals i la inadmissibilitat de l'ús de la força per a l'adquisició de territori, i va instar les parts a observar l'alto el foc acordat pel Govern de Rússia i el Grup de Minsk de l'OSCE Minsk.
El Consell, després de reiterar el seu suport al procés de pau, va convidar a ambdues parts a acceptar el "calendari ajustat dels passos urgents" de l'OSCE, que va ser acordat per Armènia, rebutjat per Azerbaidjan i les autoritats de Karabagh retarden la resposta. Les autoritats de Karabakh van adoptar un enfocament d'esperar i veure, i l'Azerbaidjan ho va rebutjar perquè "l'horari ajustat" va associat a la retirada de les forces armènies de Karabakh del territori ocupat de l'Azerbaidjan amb l'aixecament de l'embargament d'Armènia a l'Azerbaidjan. El govern de l'Azerbaidjan es va queixar de ser tractat com "el bàndol derrotat". El "calendari ajustat" inclou propostes relatives a la retirada de forces dels territoris ocupats recentment i l'eliminació de tots els obstacles a les comunicacions i el transport; tots els altres assumptes no tractats, segons el Consell, s'han de resoldre mitjançant negociacions pacífiques.
A continuació, la resolució va demanar la convocatòria anticipada de la Conferència de Minsk de l'OSCE amb la finalitat d'arribar a una solució negociada al conflicte, demanant al Secretari General Boutros Boutros-Ghali que assistís a la Conferència i proporcionés tota l'assistència possible a les negociacions substantives que hi tindrien lloc. També va instar les parts a abstenir-se de violacions del dret internacional humanitari i permetre l'accés sense obstacles a les organitzacions internacionals per lliurar ajuda humanitària.
La resolució 874 també va ser la primera resolució sobre el tema del conflicte en instar sls estats de la regió a abstenir-se de qualsevol acte hostil i de qualsevol interferència o intervenció que condueixi a l'ampliació del conflicte. A finals d'octubre, els enfrontaments van esclatar a la frontera entre l'Azerbaidjan i l'Iran i el posterior desplegament de forces iranianes pel president iranià Akbar Hashemi Rafsanjani sobre el conflicte a la seva frontera va conduir a noves crides als estats per abstenir-se d'interferir en Resolució 884.
La resolució actual conclou demanant al Secretari General, al president en exercici de l'OSCE i al president de la Conferència de Minsk de l'OSCE que continuessin informant al Consell sobre el progrés del procés de Minsk i sobre tots els aspectes de la situació sobre el terreny.